# Ivan Borodiak
Ivan (John) Borodiak (ukr. Іван (Джон) Бородяк; ur. 1940 w Buenos Aires, zm. w USA) – argentyńsko-amerykański piłkarz pochodzenia ukraińskiego, występujący na pozycji obrońcy, reprezentant USA.

## Kariera piłkarska

### Kariera klubowa
Rozpoczął karierę piłkarską w argentyńskich drużynach Talleres Remedios de Escalada i Almagro Buenos Aires. W 1960 wyjechał do USA, gdzie bronił barw klubów Philadelphia Ukrainians, Newark Ukrainian Sitch, Philadelphia Spartans, Cleveland Stokers i Baltimore Bays.

### Kariera reprezentacyjna
W 1964 rozegrał jeden mecz w barwach narodowej reprezentacji USA przeciwko Anglii (0:10).

## Sukcesy i odznaczenia

### Sukcesy klubowe
- zdobywca U.S. Open Cup: 1960, 1961, 1963, 1967